# Dan DeLeeuw
Dan DeLeeuw (auch Dan Deleeuw) ist ein Filmtechniker für visuelle Effekte, der bei der Oscarverleihung 2015 zusammen mit drei Kollegen in der Kategorie Beste visuelle Effekte für seine Arbeit an The Return of the First Avenger nominiert war. Für Avengers: Infinity War und Avengers: Endgame wurde er wieder für diesen Preis nominiert. DeLeeuw ist seit Anfang der 1990er Jahre aktiv und war bisher an rund 20 Filmproduktionen beteiligt.

## Filmografie (Auswahl)
- 1993: Die drei Musketiere (The Three Musketeers)
- 1994: Die Schwanenprinzessin (The Swan Princess)
- 1995: Crimson Tide – In tiefster Gefahr (Crimson Tide)
- 1996: The Rock – Fels der Entscheidung (The Rock)
- 1998: Armageddon – Das jüngste Gericht (Armageddon)
- 1999: Der 200 Jahre Mann (Bicentennial Man)
- 2000: 102 Dalmatiner (102 Dalmatians)
- 2002: Die Herrschaft des Feuers (Reign of Fire)
- 2004: Garfield – Der Film (Garfield: The Movie)
- 2005: Elektra
- 2006: Nachts im Museum (Night at the Museum)
- 2009: Nachts im Museum 2 (Night at the Museum: Battle of the Smithsonian)
- 2013: Iron Man 3
- 2014: The Return of the First Avenger (Captain America: The Winter Soldier)
- 2016: The First Avenger: Civil War (Captain America: Civil War)
- 2018: Avengers: Infinity War
- 2019: Avengers: Endgame
- 2023: Loki (Fernsehserie, Folge 2x02, Regie)